# 拉杰恩德拉纳加尔
拉杰恩德拉纳加尔（Rajendranagar），是印度安得拉邦Rangareddi县的一个城镇。总人口143184（2001年）。

## 人口
该地2001年总人口143184人，其中男性74843人，女性68341人；0—6岁人口21966人，其中男11107人，女10859人；识字率55.04%，其中男性为61.66%，女性为47.79%。